# 자위관

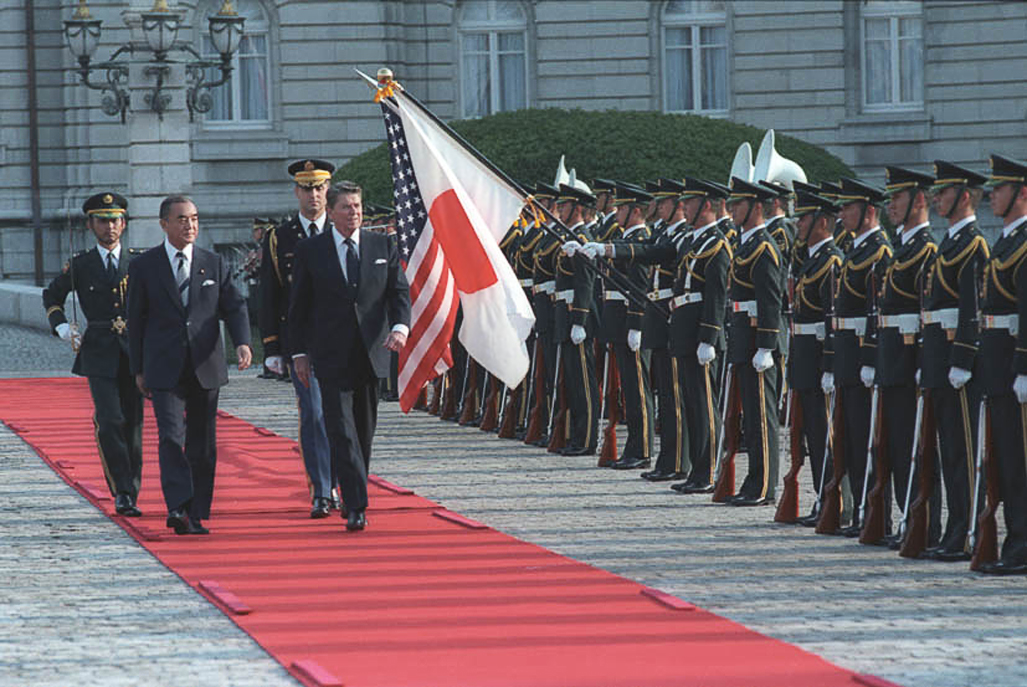
일본 내각총리대신 나카소네 야스히로와 방일 중인 미국 대통령 로널드 레이건에게 의장하고 있는 육상자위대 보안중대.

자위관(自衛官, 영어: Self-Defense Official)은 일본 방위성의 특별기관인 자위대에서 임무를 수행하는 방위성의 직원이다. 특별직공무원에 속한다. 자위대원 중에서 계급과 제복이 지정되어 있고 무장하여 전투에 종사하는 요원을 말한다. 무관(武官)이라고도 한다. 최고지휘관은 일본의 내각총리대신이다.
사실상 일본 이외 나라의 군인에 상응한다. 제2차 가이후 내각의 외무대신 나카야마 다로는 1990년 중의원 본회의에 출석하여 "자위대는 헌법상 필요 최소한도를 넘는 실력을 보유할 수 없는 등 엄격한 제약을 받고 있다. 통상적인 관념으로 생각할 수 있는 군대는 아니지만 국제법상 군대로서 취급받고 있으며 자위관은 군대의 구성원에 해당한다"라고 답변한 적이 있다. 이 견해에 따라 일본 정부는 자위관을 문민이 아닌 무관으로 인식하며 문민통제 원칙에 따라 자위관은 내각총리대신이나 국무대신이 될 수 없고 공직선거에도 출마할 수 없다.

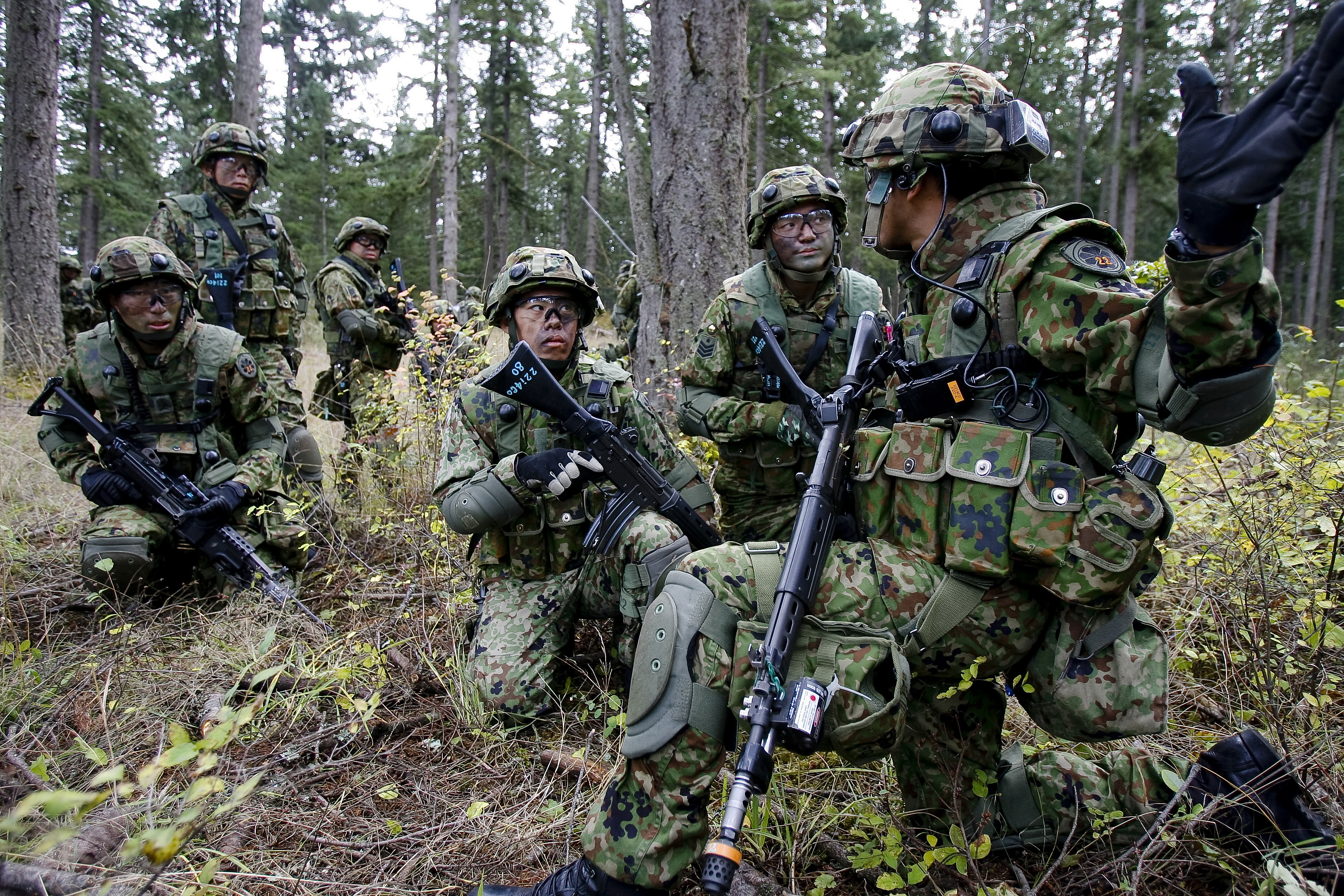
전투 훈련을 수행 중인 육상자위관.

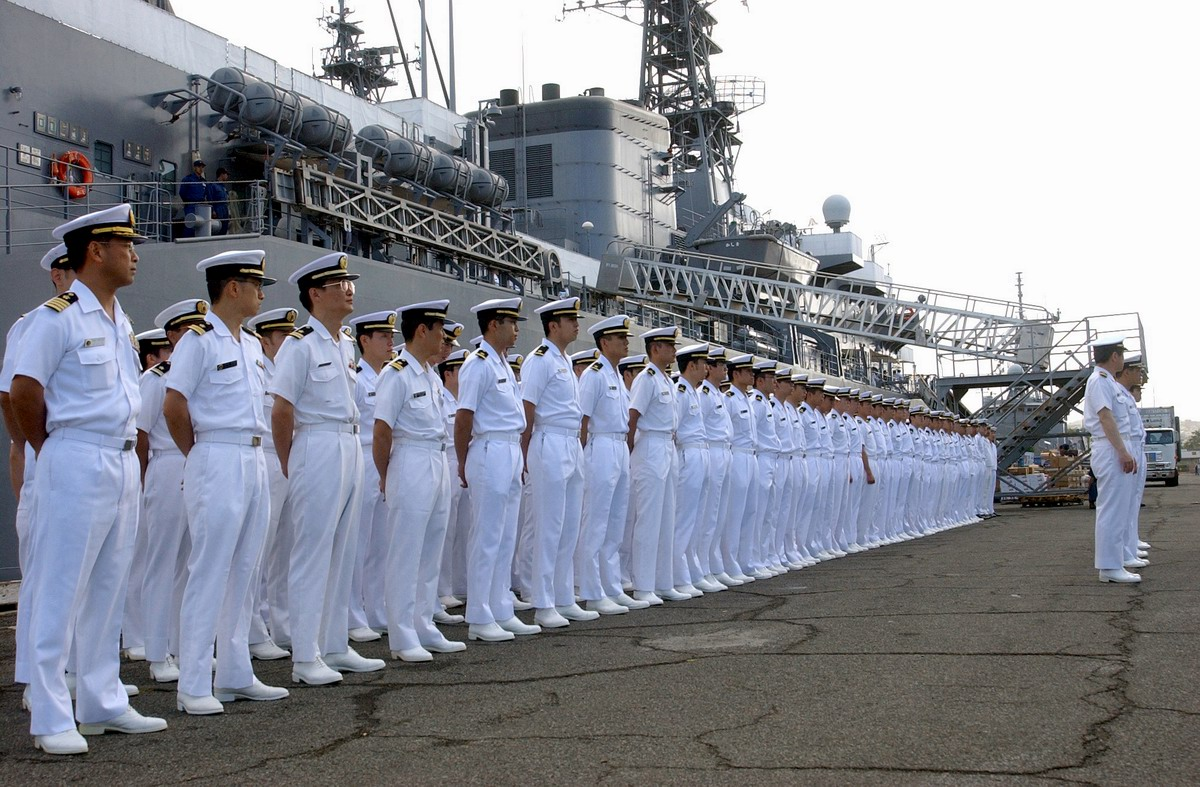
정렬 중인 해상자위관.

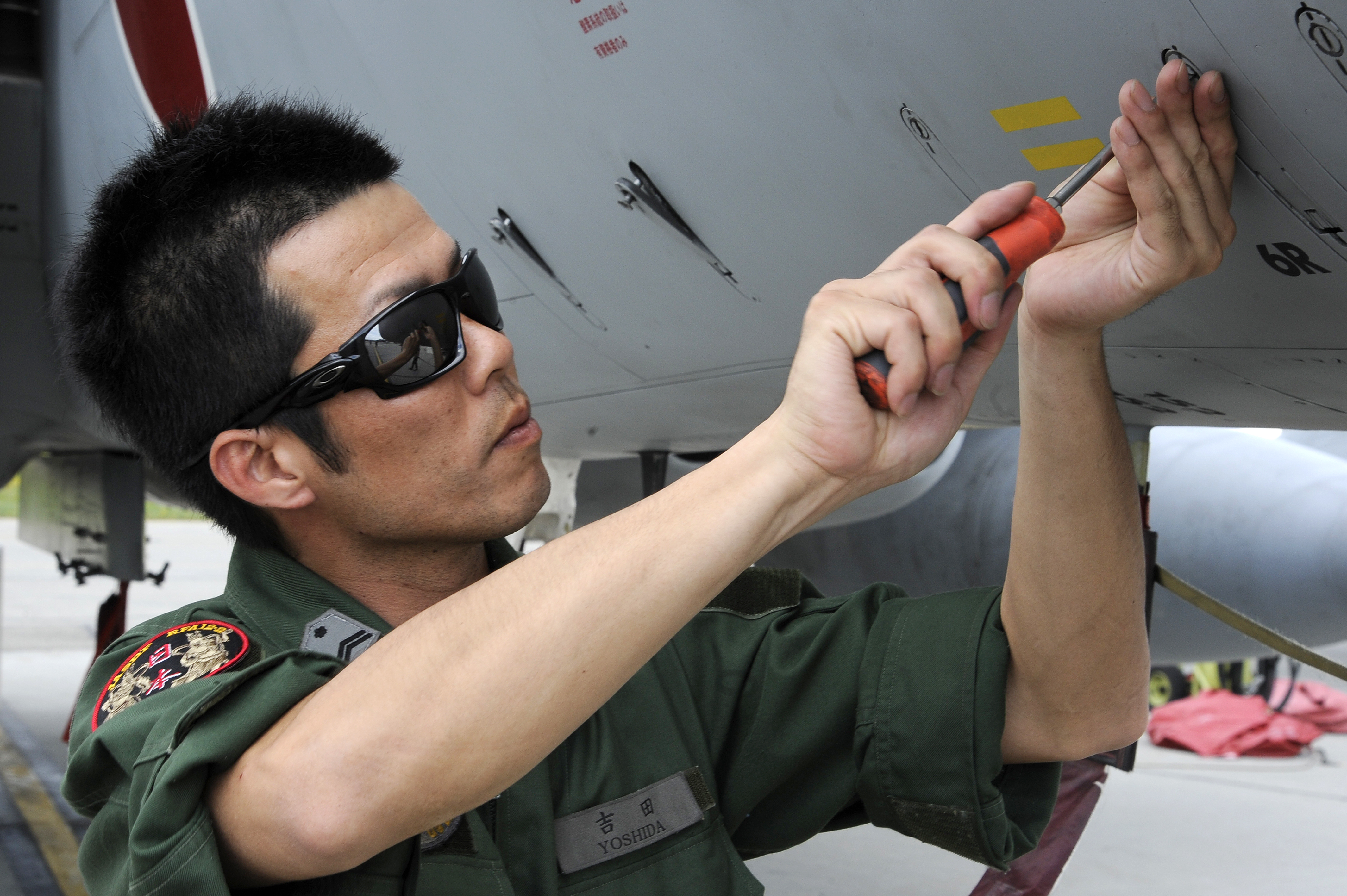
미쓰비시 F-15J 이글을 정비 중인 항공자위관.

육상자위대에서 근무하는 자위관을 육상자위관, 해상자위대에서 근무하는 자위관을 해상자위관, 항공자위대에서 근무하는 자위관을 항공자위관이라 한다. 육해공자위관은 각 자위대의 교육대나 간부후보생학교에 입대하여 교육을 받고 임용되어 정년에 달할 때까지 자위대에서 근무한다. 일반적으로 자위관은 상근직을 가리키지만 넓은 의미의 자위관은 일종의 예비군인 예비자위관, 즉응예비자위관, 예비자위관보와 같은 비상근직도 포함한다.
2017년 기준 총 자위관 수는 약 24만 명이며 이중 여성 자위관은 약 1만 2,300명이다. 당시 국가공무원 58만 5,000명의 40% 이상을 점하는데 임기제의 비중이 높은 편이다.
근무 중에는 규정된 제복을 착용해야 하는데 방위성에서 근무하는 문관과의 구분을 위해 제복을 착용하는 무관을 제복조(制服組), 제복을 착용하지 않는 문관을 양복조(背広組)라고 부른다.

## 채용 시험
일반직 국가공무원의 채용 시험은 일본 인사원이 주관하지만 자위관 채용 시험은 방위성에서 관장한다.
채용 구분에 따른 능력을 확인하기 위해 작문, 객관식 교양 시험, 주관식 필기 시험, 면접 시험, 신체 검사를 진행하고 항공학생 등 일부에 한해 적성검사를 본다. 시험장은 자위대 주둔지나 기지의 회의실 등을 사용하는데 도도부현별로 최소 한 군데는 마련해야 한다. 경찰관·소방관·해상보안관과 달리 체력 검정은 없으며 신체 검사도 경찰관·소방관·해상보안관에 비하면 기준이 널널하다. 다만 비행요원 간부후보생, 항공학생, 해상자위대 해조 및 항공자위대 공조의 신체 검사는 엄격한 기준이 적용된다.
희망자에 한해 시험이 진행되어 합격자를 자위관으로 선발하지만 의과나 이공계 대학에 다니는 학생들에게 등록금을 빌려주는 대신 졸업 후 자위관으로 근무하게 하는 자위대예비학생 제도처럼 무시험으로 근무하는 것도 가능하다.
자위관이 되기 위해선 만 19세가 되어야 하며 대형 자동차를 운전할 수 있는 면허를 가지고 있어야 한다.

## 지위와 대우

### 계급
자위관의 계급은 「자위대법」 제32조에 규정되어 있으며 육해공자위대는 각각 육장·해장·공장을 최고 계급으로 한다. 총 16계급으로 구성되어 있으며 소속·계급·제복에 맞춰 각각의 계급장이 있다.
승진을 하기 위해선 최소 근무 기간을 채워야 하는데 근무 평정·직무상 공로·순직 등 특별한 상황에서는 기간이 단축될 수 있다. 근무 성적이 우수한 경우 퇴직 전에 승진하는 경우도 있으며 공무로 인한 부상으로 퇴직할 때도 특별 승진이 가능하다.
일본 정부는 자위대를 군대 혹은 군대에 준하는 것으로 상정하고 있기에 자위관의 계급을 일반적인 군대 계급에 맞추어 정했다. 다만 군대라는 이미지를 희석하기 위해 옛 일본군에서 사용했던 대·중·소가 아닌 1등·2등·3등 칭호로 고쳤다. 옛 일본군도 육군 장교나 해군 부사관에서 사용된 적이 있으므로 완전히 생소한 칭호는 아니다.
통막장에 해당하는 육·해·공장은 「자위대법」 제32조에 규정된 계급은 아니지만 「방위성 설치법」 제21조제2항에서 자위관의 최고위로 규정하고 있으며 계급장도 다른 것을 사용하고 영문 번역도 대장에 상응하기 때문에 일반적으로 계급의 범위 내로 간주된다.
자위대의 전신이 되었던 경비대와 보안대는 감(監)·정(正)·사(士)라는 계급을 사용했는데 이는 일본 제국 육해군이 초기에 사용한 계급이었다. 이와 달리 자위대는 이후 일본 제국 육해군이 사용한 장(将)·좌(佐)·위(尉)를 그대로 차용했는데 다만 부사관 계급은 조(曹)로 고쳤다.
| 구분 | 구분 | 육상자위관                 | 해상자위관                 | 항공자위관                 | 약칭                 | 정년   |
| ---- | ---- | -------------------------- | -------------------------- | -------------------------- | -------------------- | ------ |
| 간부 | 장관 | 통합막료장에 해당하는 육장 | 통합막료장에 해당하는 해장 | 통합막료장에 해당하는 공장 | 통막장               | 62세   |
| 간부 | 장관 | 육상막료장에 해당하는 육장 | 해상막료장에 해당하는 해장 | 항공막료장에 해당하는 공장 | 육막장·해막장·공막장 | 62세   |
| 간부 | 장관 | 육장                       | 해장                       | 공장                       | 장                   | 60세   |
| 간부 | 장관 | 육장보                     | 해장보                     | 공장보                     | 장보                 | 60세   |
| 간부 | 좌관 | 1등육좌                    | 1등해좌                    | 1등공좌                    | 1좌                  | 57세   |
| 간부 | 좌관 | 2등육좌                    | 2등해좌                    | 2등공좌                    | 2좌                  | 56세   |
| 간부 | 좌관 | 3등육좌                    | 3등해좌                    | 3등공좌                    | 3좌                  | 56세   |
| 간부 | 위관 | 1등육위                    | 1등해위                    | 1등공위                    | 1위                  | 56세   |
| 간부 | 위관 | 2등육위                    | 2등해위                    | 2등공위                    | 2위                  | 56세   |
| 간부 | 위관 | 3등육위                    | 3등해위                    | 3등공위                    | 3위                  | 56세   |
| 준위 | 준위 | 준육위                     | 준해위                     | 준공위                     | 준위                 | 56세   |
| 조   | 조   | 육조장                     | 해조장                     | 공조장                     | 조장                 | 56세   |
| 조   | 조   | 1등육조                    | 1등해조                    | 1등공조                    | 1조                  | 56세   |
| 조   | 조   | 2등육조                    | 2등해조                    | 2등공조                    | 2조                  | 54세   |
| 조   | 조   | 3등육조                    | 3등해조                    | 3등공조                    | 3조                  | 54세   |
| 사   | 사   | 육사장                     | 해사장                     | 공사장                     | 사장                 | 단임제 |
| 사   | 사   | 1등육사                    | 1등해사                    | 1등공사                    | 1사                  | 단임제 |
| 사   | 사   | 2등육사                    | 2등해사                    | 2등공사                    | 2사                  | 단임제 |

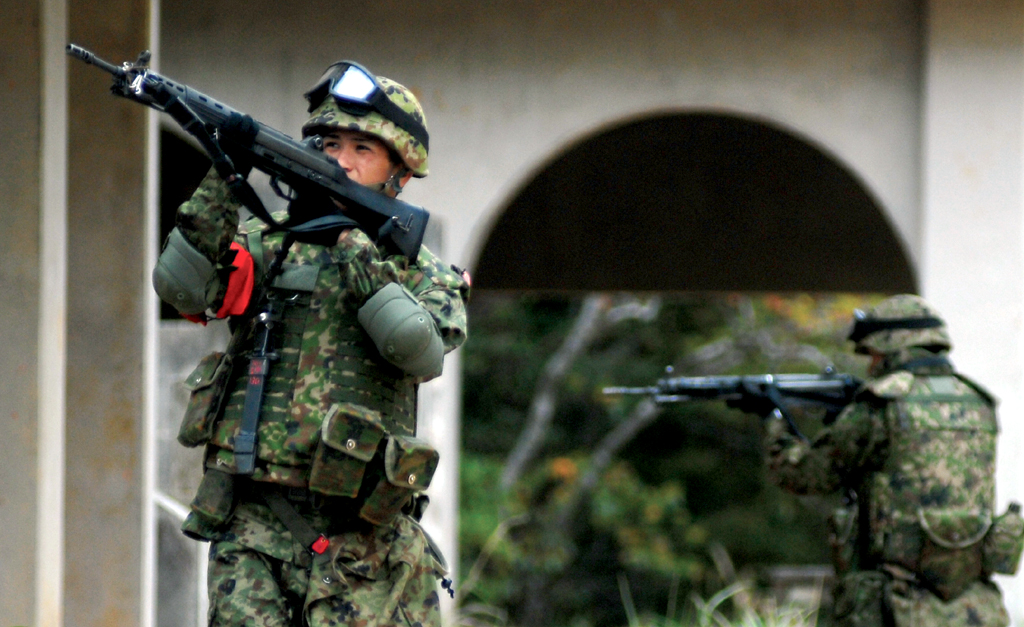
시가전 훈련을 받고 있는 육상자위관.

의사·치과의사·약사인 자위관과 음악 등의 직무에 종사하는 자위관의 정년은 계급에 상관없이 60세로 고정되어 있다. 또한 옛날에는 가장 낮은 계급이 3사였지만 유엔이 소년병을 징집하지 않도록 권고하고 정부도 인건비 부담을 줄이기 위해 2009년부터 3사 계급이 폐지되었다.

### 봉급과 수당

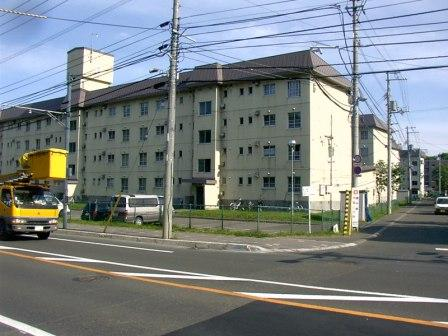
홋카이도 삿포로시 미나미구 가와조에에 있는 자위대 숙소.

봉급표는 일반직 국가공무원과 별개로 규정되어 있으며 2사~2좌의 봉급표는 근무 체계가 비슷한 공안직 봉급표에 준해서 짜여져 있다. 계급과 호봉으로 구성되어 있으며 계급과 근속에 따라 봉급이 결정된다. 초봉은 고등학교 졸업자는 1호봉, 전문대학 졸업자는 2호봉, 대학교 졸업자와 직장인 출신은 3호봉으로 규정되어 있지만 채용 당시의 연령과 직무 경험 등도 호봉에 반영된다.
조장 이하 자위관은 영내 거주가 원칙이며 대사(隊舎)나 함정에서 생활하면 전기료와 같은 공과금과 식비 등을 급여와 별도로 지급받는다. 2조로 승진해 30살이 넘거나 결혼을 하게 되면 허락하에 영외 거주가 가능하다. 이들은 자위관을 위해 제공되는 관사나 아파트에서 생활할 수 있는데 영내 거주자와 달리 공과금을 본인 부담으로 하는 대신 영외 수당을 급여에 가산해 받게 된다. 별도의 식비 제공은 이루어지지 않으며 영내 식당을 이용할 경우에는 급여에서 미리 공제된다.
급여는 매월 18일에 지급되며 토요일이나 공휴일일 경우에는 전일에 지급된다. 매달 1일부터 월말까지를 기준으로 하여 급여가 지급되므로 한 달을 채우지 못하고 퇴직할 경우에는 급여의 일부를 반환해야 한다.
재해 파견·특수 파견과 같은 특수 근무를 수행한 대원에게는 특수 근무 수당이 지급된다. 함정·항공기 근무도 마찬가지로 수당이 존재한다. 예를 들어 호위함에 탑승하여 근무하면 기본급의 33%를 탑승 수당으로 지급받으며 출항할 때마다 항해 수당이 지급된다.

### 근무

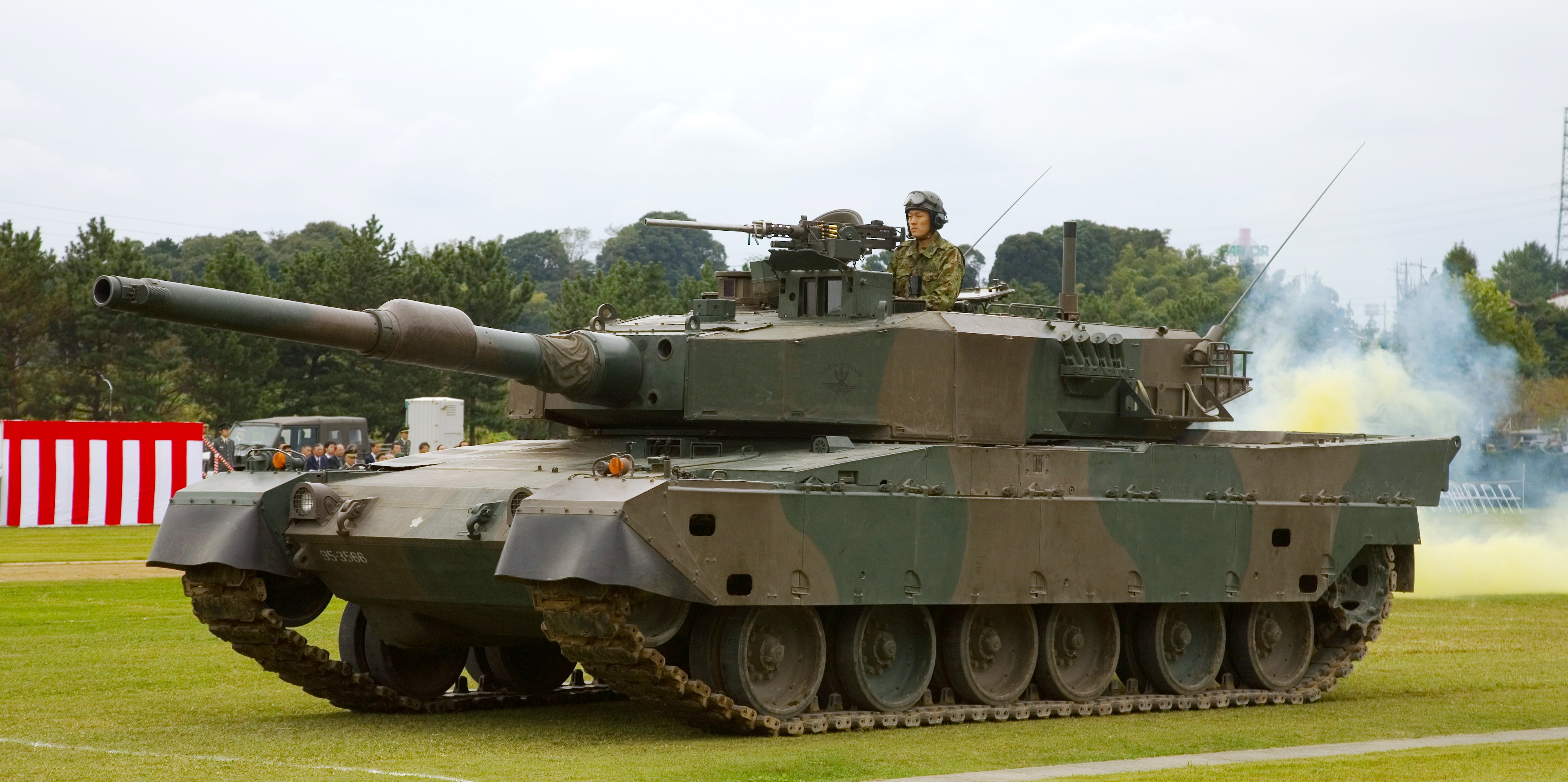
90식 전차에 탑승 중인 육상자위관.

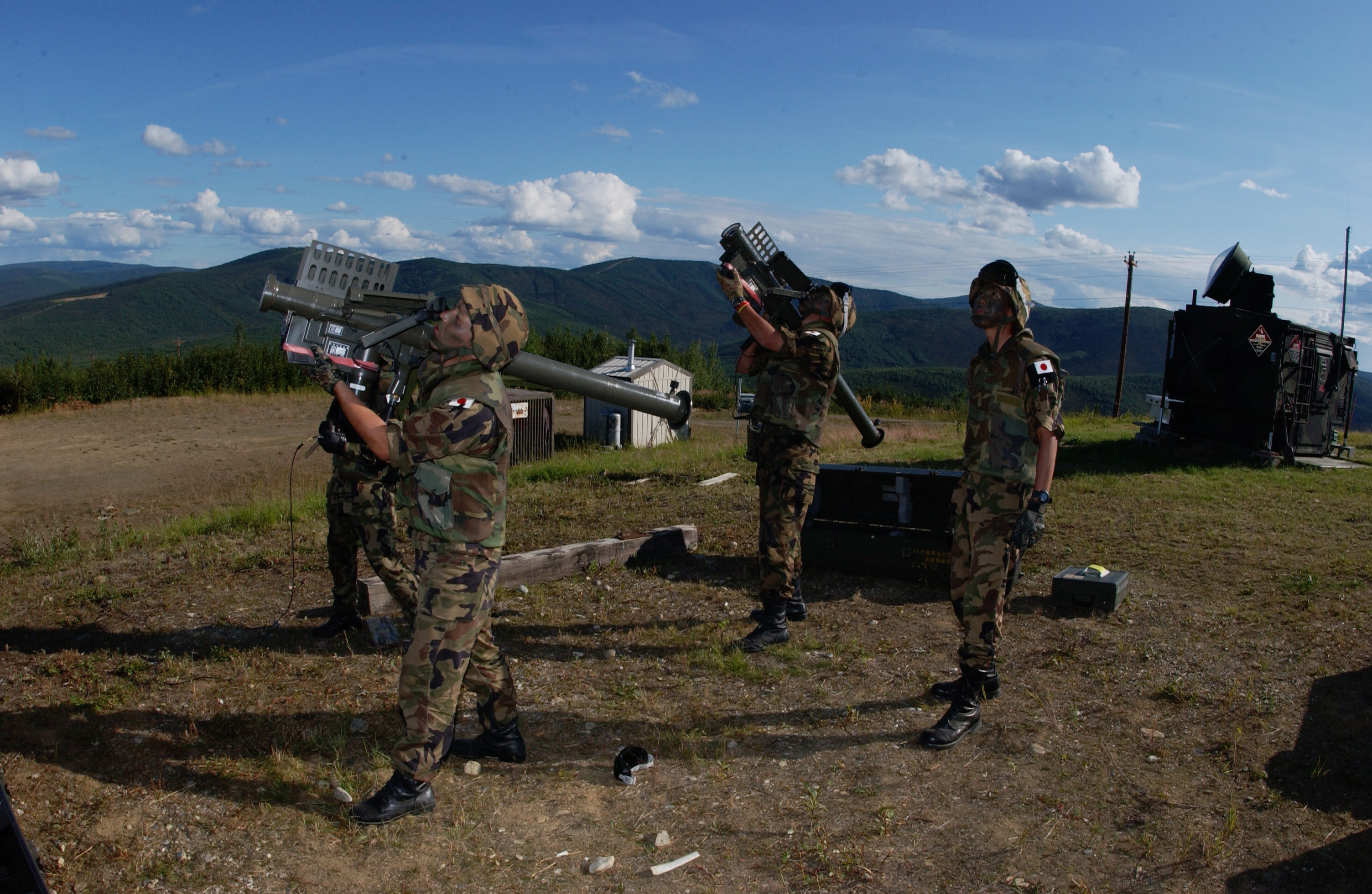
91식 지대공 미사일을 조준하는 항공자위관.

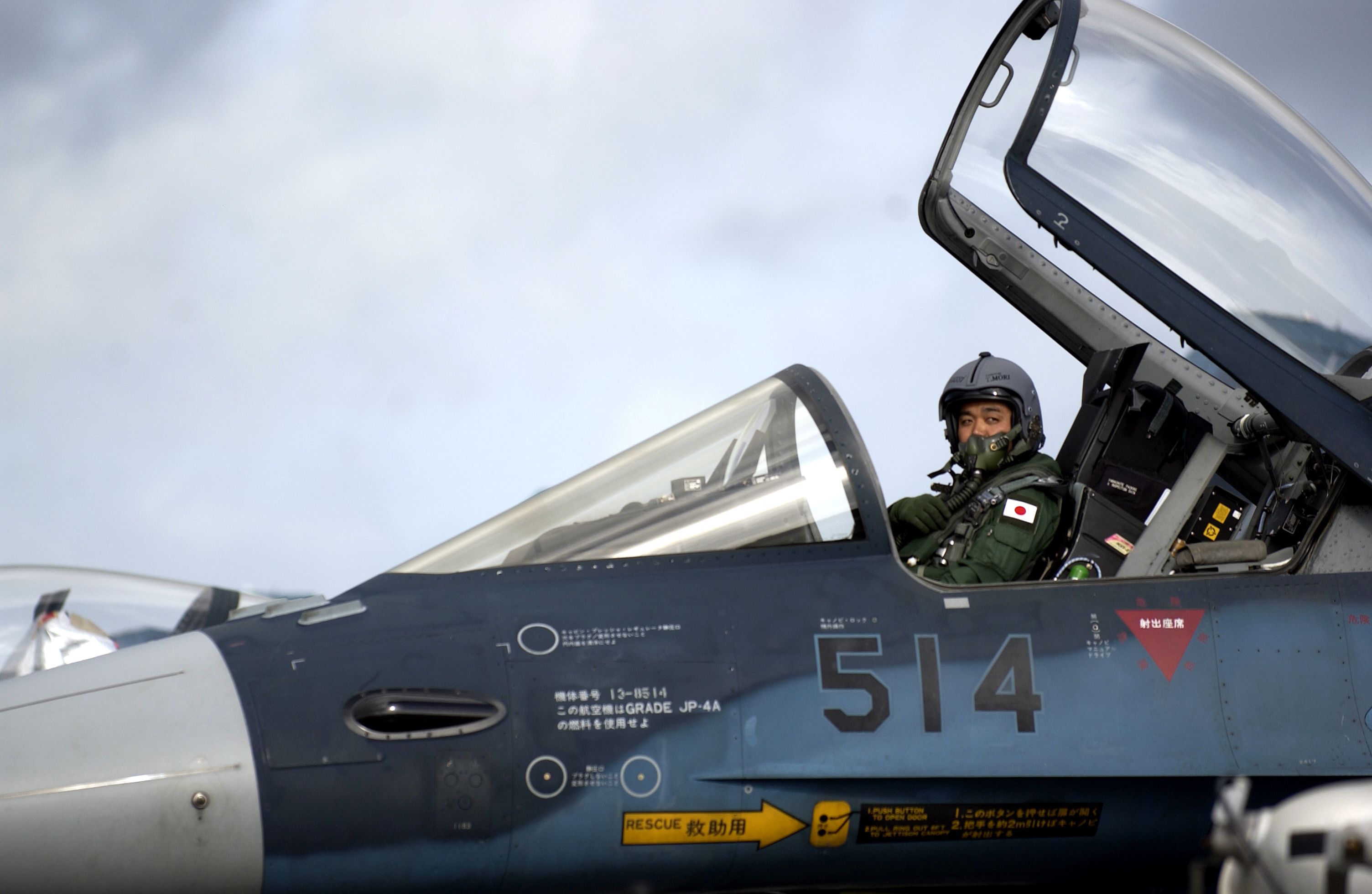
미쓰비시 F-2에 탑승한 파일럿.

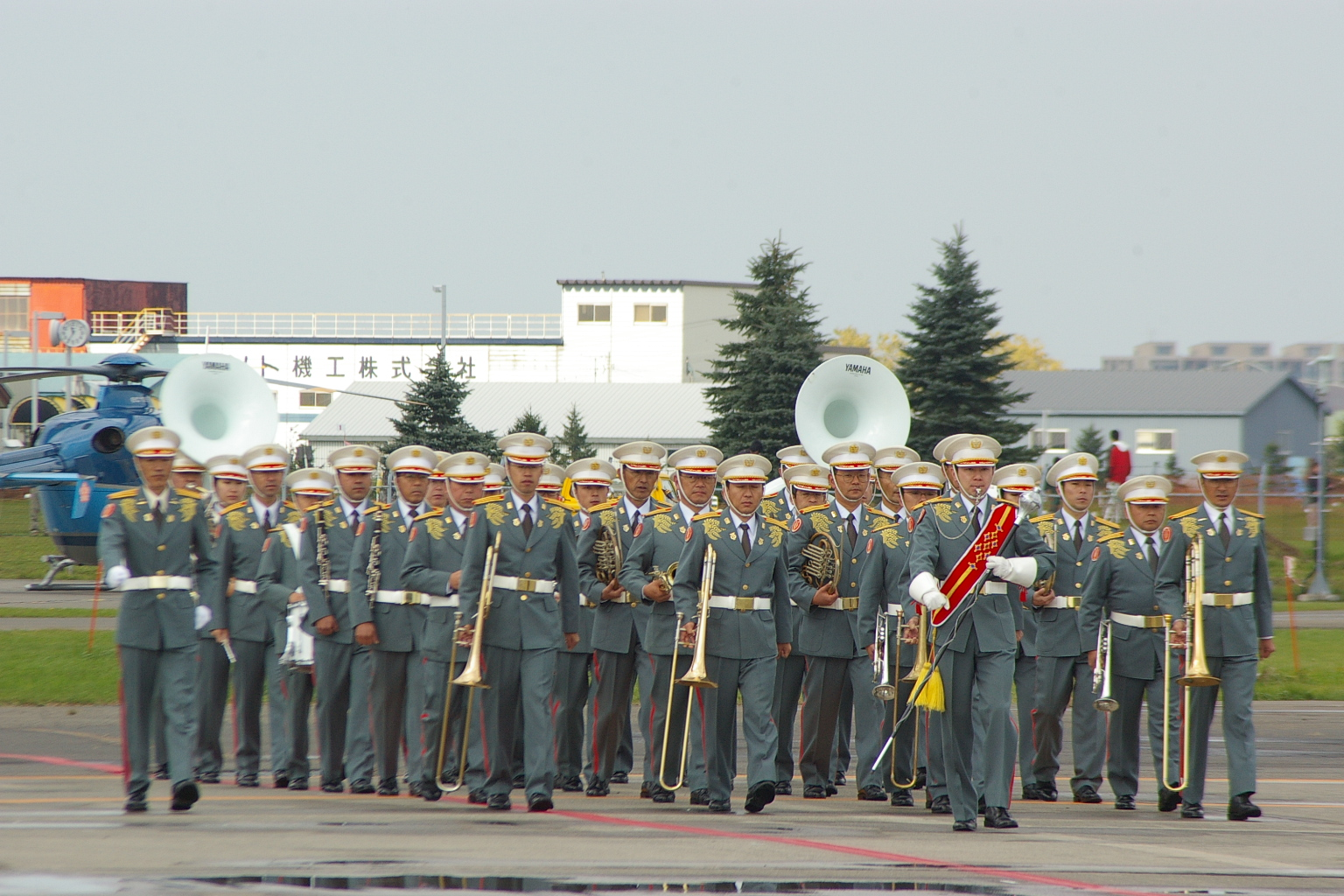
음악대에 소속된 육상자위관.

근무 시간은 원칙적으로 오전 8시 15분부터 오후 5시까지며 주에 이틀을 쉬지만 24시간 태세를 유지하기 위해 교대 근무를 서는 곳이 많다. 많은 부대가 만성적인 인력난에 시달리고 있어 그만큼 1인당 업무량이 과중한 상태다. 하지만 조장 이하는 영내 거주가 원칙이고 허락을 받아야 외출이 가능하기 때문에 제도상 초과근무 자체가 인정되지 않고 추가 수당도 받을 수가 없다. 외출 허가 기준도 엄격했지만 쇼와 말기에서 헤이세이 초기에 걸쳐 기고 계획(輝号計画)이 추진되면서 기준이 다소 완화되었다.
주둔지 등에서 화면 크기가 5.5인치 이상인 스마트폰을 개인용 컴퓨터로 간주해 반입이 불가능하다. 2017년 10월부터는 규정을 완화해 화면 크기가 7인치 이상인 경우에만 반입을 금지하고 있다. 다만 해상자위대는 위치 정보를 숨기기 위해 함정이나 잠수정에서 스마트폰 사용을 금지하고 있다.
「자위대법」에는 지정 장소에 거주할 의무, 직무 수행 의무, 상관의 직무상 명령에 복종할 의무, 품위 유지 의무, 비밀 준수 의무, 직무 전념 의무가 규정되어 있으며 입대할 때에는 복무 선서문을 낭독하고 선서문에 서명 날인해야 할 의무가 있다. 1961년 6월 28일 제정된 「자위관의 마음가짐」은 자위관 정신 교육의 준거가 되는데 사명의 자각, 개인의 충실, 책임의 수행, 규율의 엄수, 단결의 강화 등 다섯 가지 덕목을 열거하고 있다.

### 체력과 건강
복무 선서문에는 심신을 단련한다는 규정이 있기에 자위관은 연령에 알맞은 신체 능력을 유지해야 할 의무가 있다. 이를 위해 자위관 체력 검정이 입대 후에 시행되며 1년마다 받아야 한다. 팔굽혀펴기, 윗몸 일으키기, 3000미터 달리기는 모든 연령대에서 시행되며 40세 미만은 턱걸이, 멀리뛰기, 소프트볼 공 던지기가 추가된다. 해상자위관은 수영 능력도 검정한다. 체력 검정에서 우수한 성적을 보인 자위관은 체력 휘장이라 불리는 기능장을 착용할 자격이 주어진다.
영내 음주는 기본적으로 금지되어 있으며 특정 장소에서 야간에 한해 허락되는 경우가 있다. 과거 일본 제국 해군은 영국 왕립 해군의 영향을 받아 함내에서 음주가 허락되었지만 지금의 해상자위대는 함내 음주를 금지한다. 20세 이상인 자위관은 흡연에 제한이 없으며 주둔지나 기지 등에 흡연실이 설치되어 있다. 다만 「건강증진법」상 관공청에 해당하기 때문에 흡연 시간에 제한이 있다. 의료 시설인 자위대 병원은 모든 구역에서 금연이다.
재해 파견이나 해외 파견을 나갈 수 있는 자위관은 감염증에도 취약할 수 있어 일부 질병에 대해서는 예방 접종을 받아야 할 의무가 있다.

### 특별 근무
직종에 상관없이 근무하는 특별 근무가 있는데 당직 근무·경위 근무·영외 순찰·불침번·전령이 이에 속한다. 당직 근무는 1주 혹은 그보다 짧은 기간 동안 외부로부터의 불법 침입을 막고 영내 거주자의 외출·통행 금지·생활 지도·화재 방지 등을 수행한다. 경위 근무는 주둔지경위대에서 수행하며 영외 순찰은 주둔지 밖을 순찰하여 자위관의 범죄를 예방하는 것이 목적이다. 불침번은 주둔지 내에서 의무적으로 생활하는 영내 거주자가 소등 후부터 기상 전까지 1시간 혹은 2시간마다 순번을 정해 교대로 화재 방지나 외부 불법 침입 방지 등의 업무를 수행한다. 전령은 명령을 전달하는 역할을 말한다.
여성 자위관도 경위 근무를 시키는 것이 특별 근무 목적에 적합하지 않을 경우를 제외하고는 특별 근무를 수행한다.

## 징계와 신분 보장

### 약년 정년제
경찰관 등 공안직을 포함한 공무원은 개인 단위로 근무하므로 정년이 60세지만 자위관은 부대 단위로 근무하기 때문에 20대도 50대도 똑같이 보조를 맞춰 훈련해야 하므로 약년 정년제를 채택하고 있다. 3조 이상의 계급은 54세에서 62세로 정년이 정해져 있는데 50대에 조기 퇴직하면 연금을 손해보게 되므로 약년 정년 퇴직자 급부금 제도를 제정한 것이다. 또한 연금을 지급받는 연령까지 재취업을 알선하기 위한 자위대 내 조직도 있다.
사 계급은 징계 처분 등을 받지 않는다면 일정 연수를 채우는 것으로 자동 승진할 수 있다. 사장이 3조로 승진하려면 육상자위대는 후보생 선발 시험에, 해상·항공자위대는 승진 시험에 합격한 뒤 교육을 이수해야 한다. 임기제 대원과 비임기제 대원 모두 사장에서 3조로 승진할 가능성이 보이지 않으면 제대해야 한다.
자위관의 평균 연령은 2014년 기준으로 36세인데 구미권에 비해 높은 편이다. 다만 일본은 민간 기업에서 종신고용이 보장되는 경우가 많이 있고 각국의 연금 제도와 퇴직 제도에 차이가 있어 기계적인 비교는 어렵다.
2019년 12월부터 2021년 12월까지 1좌~3조의 정년을 연장했으며 2023년 10월 9일부터 2024년 9월까지 1좌~3조의 정년을 다시 한 번 연장했다.

### 재임용
퇴직한 후에도 일할 수 있는 능력과 의욕이 있는 경우 자위관으로 재임용될 수 있다. 임기는 1년 이내지만 다시 연장할 수 있다. 재임용의 경우 연령 상한은 65세며 급여는 정년 퇴직 당시의 급여에서 50~60% 수준이다.

### 징계
「자위대법」과 기타 훈령·규칙에 따라 자위대원은 면직·강임·정직·감봉·계고 등 징계 처분을 받을 수 있다. 징계 처분은 ▲직무상 의무를 위반하거나 직무를 게을리 했을 때 ▲자위대원으로서 어울리지 않는 행위를 했을 때 ▲「자위대법」·「자위대원 윤리법」·기타 법률에 근거한 명령에 위반했을 때 내려진다. 주요 우울 장애처럼 정신 질환에 의한 질병을 앓거나 근무에 복귀할 만한 개선의 정이 보이지 않을 경우에는 퇴직시킬 수 있다.
위의 징계는 모두 인사기록상의 조치이며 가벼운 의무 위반은 소속 부대장의 판단에 따라 생활 지도를 받거나 외출을 금지하는 등의 조치를 취하기도 한다.

## 직종

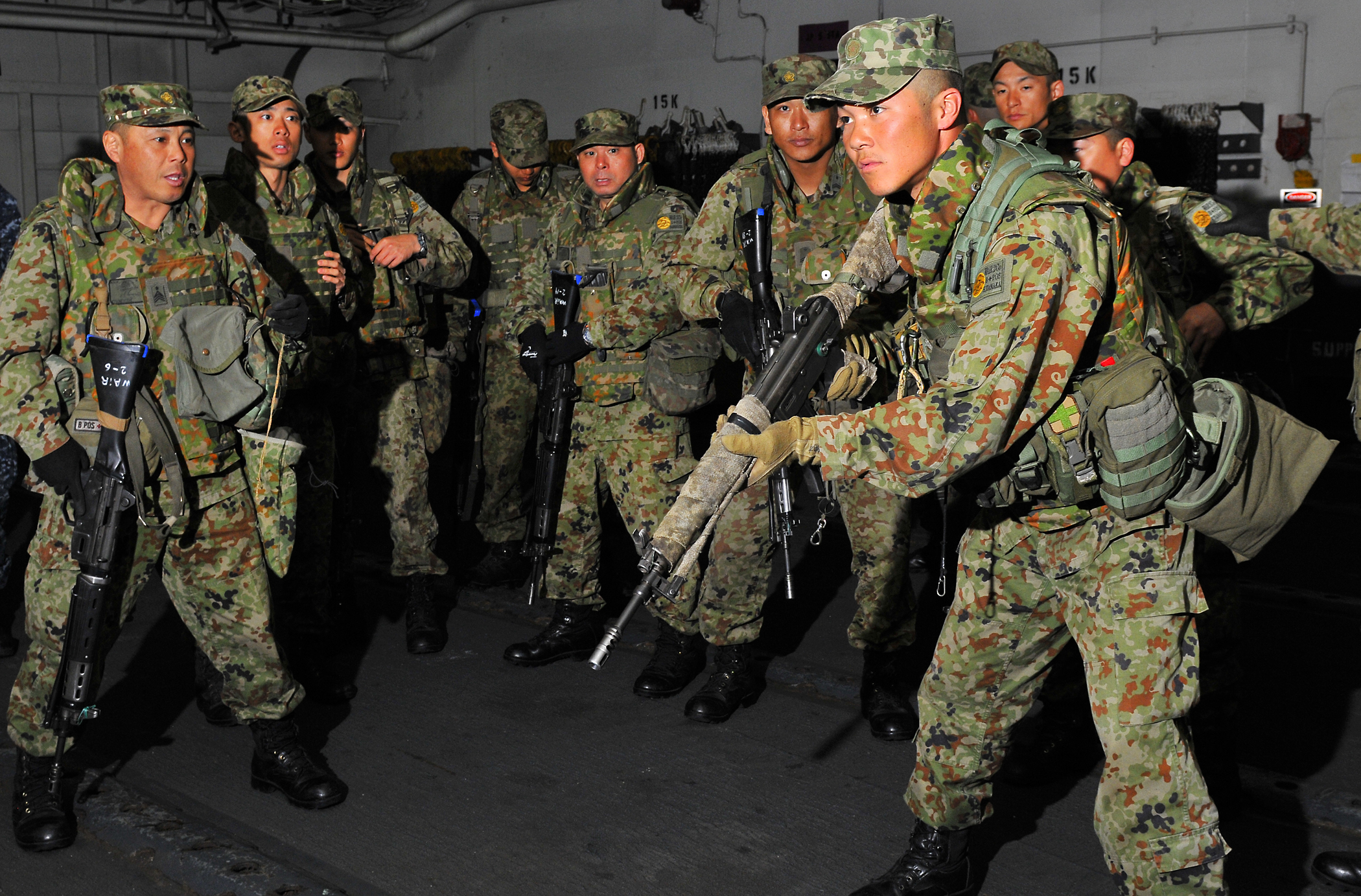
일본 89식 소총을 사용하고 있는 서부방면 보통과연대 육상자위관.

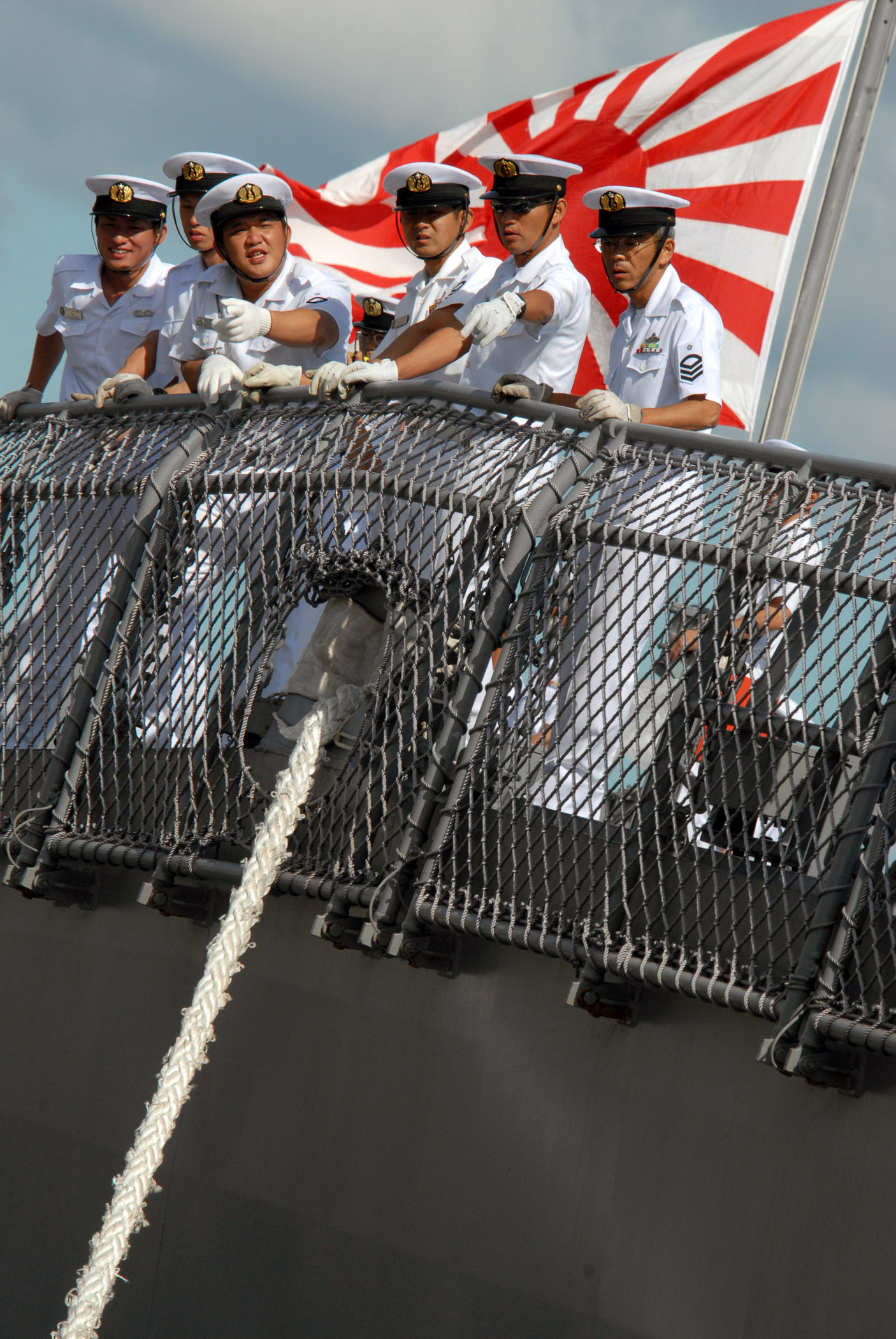
곤고급 구축함 1번함 곤고에 탑승 중인 해상자위관.

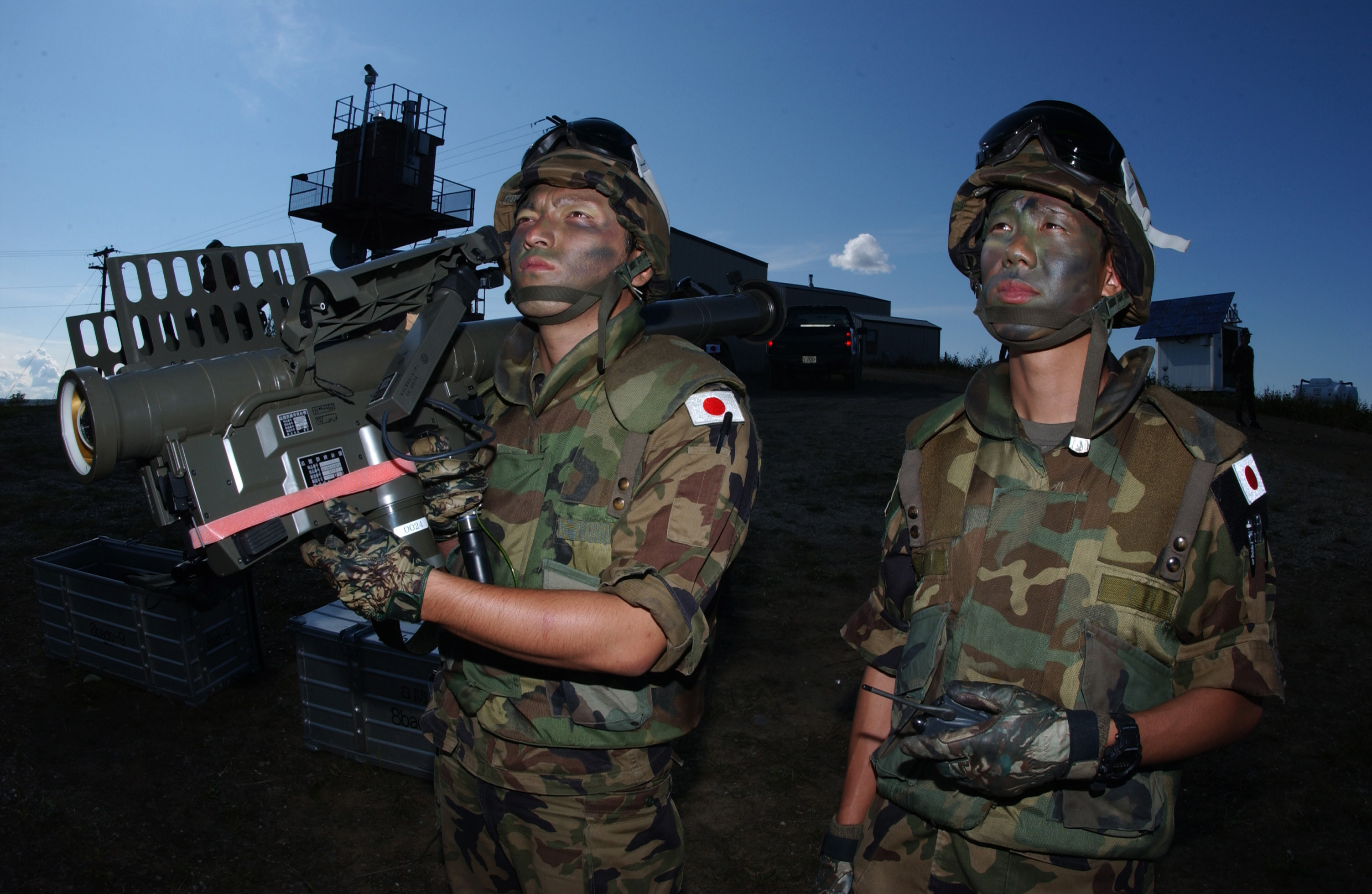
91식 지대공 미사일을 들고 있는 기지방공대의 항공자위관.

다른 나라의 군대에서 병과에 해당하는 것을 자위대에서는 직종(職種)이라 한다. 해상자위대와 항공자위대는 직역(職域)이라고도 한다. 2017년 기준으로 49개의 직종이 있다.
육상자위대에는 15개 직종이 있는데 특과를 구분해서 16개로 보기도 한다. 종류는 보통·기갑·특과(야전특과·고사특과)·정보·항공·시설·통신·무기·수품·수송·화학·경무·회계·위생·음악이 있다.
해상자위대는 간부와 조·사의 직종이 서로 다르며 그 수도 50개가 넘는다. 조·사의 주요 직종으로는 공격요원(사격·사립·운용·어뢰·수측·소해기뢰)·항공 및 항무요원(항해·전측·통신·기상해양·전자정비)·기관요원(증기·디젤·가스 터빈·전기·응급공작)·항공요원(조종사·전술항공사·항공사·항공관제·항공발동기정비원·항공전기계기정비원·항공기체정비원·항공전자정비원·항공무기정비원·지상구난)·경리 및 보급요원(경리·보급·급양·위생)·기타 육상요원 등(정보·시설·기술·경무·음악)이 있다.
항공자위대에는 17개 직종이 있는데 조·사는 하위 직종이 다양하게 있다. 종류는 비행·항공관제·경계관제·고사·전산기처리·기상·통신·무기탄약·항공기정비·시설·위생·보급·경비·음악·수송·회계·법무가 있다.

## 여성 자위관

남성 자위관 사이에 섞여서 활동하는 여성 육상자위관.

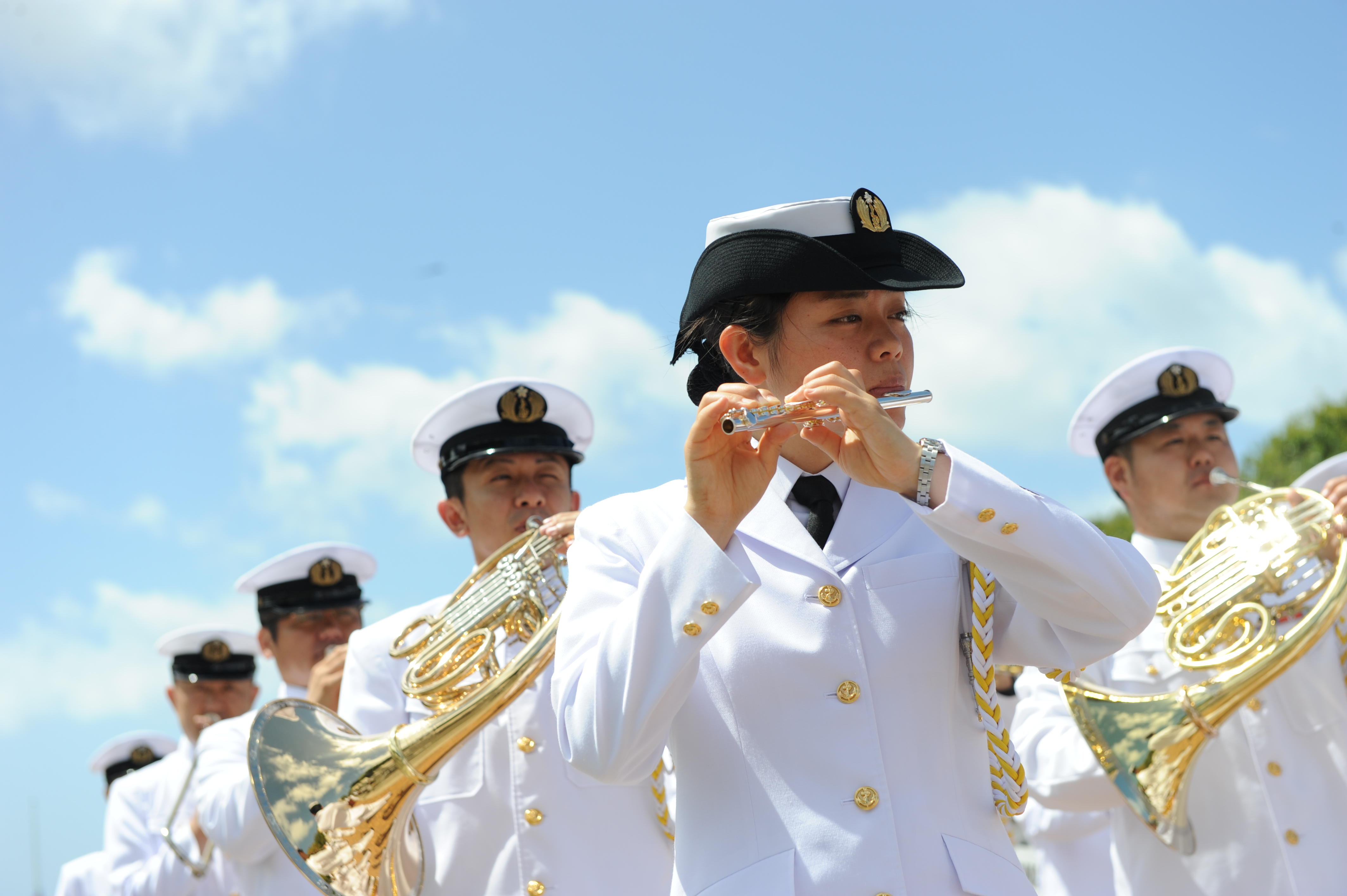
악기를 연주하고 있는 여성 해상자위관.

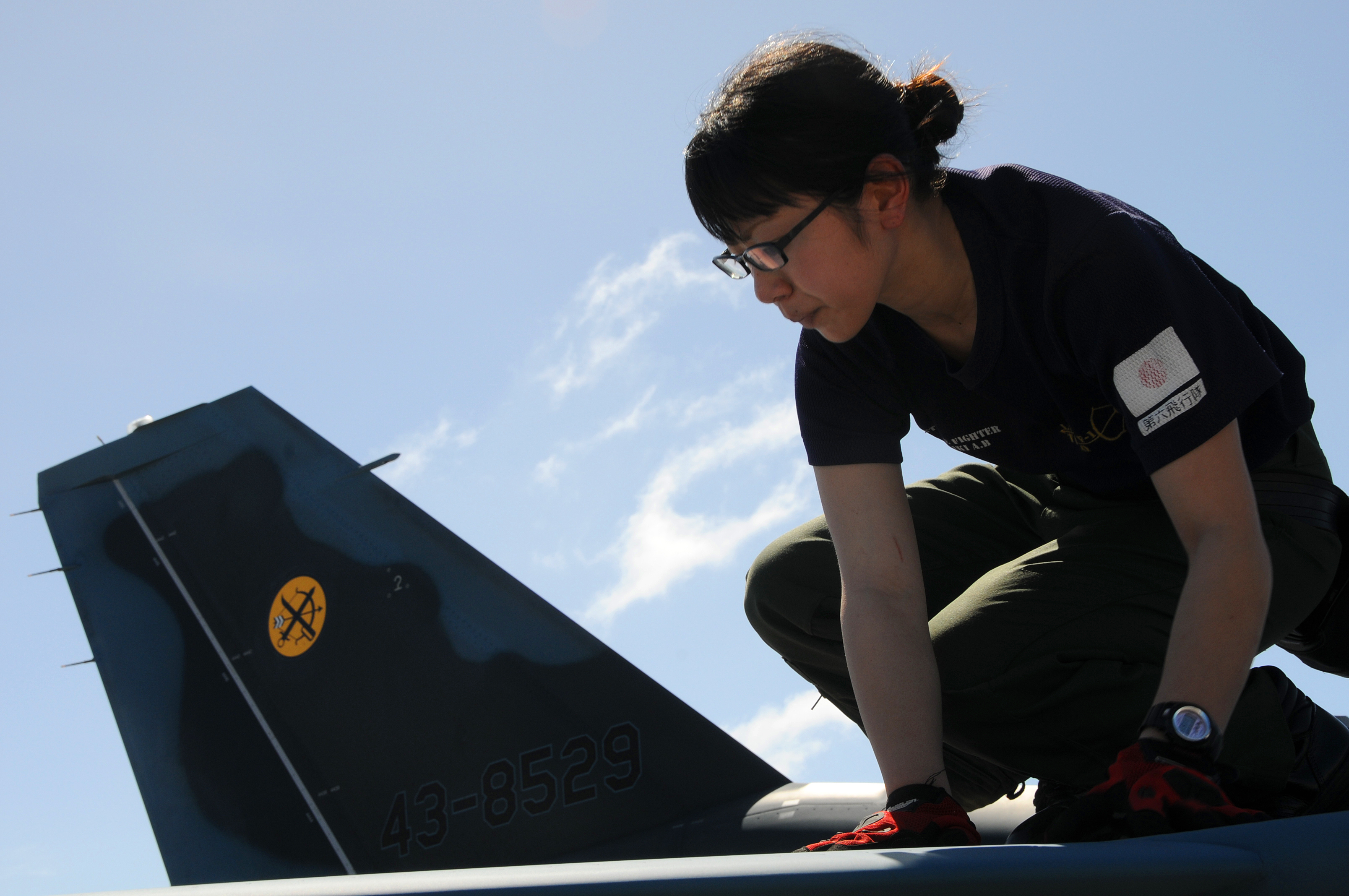
미쓰비시 F-2를 정비하고 있는 여성 항공자위관.

1952년 보안대 창설 당시 여성 자위관은 간호사로서만 근무할 수 있었다. 이후 1967년에는 대학을 졸업한 간부 자위관, 1968년에는 조사 자위관이 회계과·통신과·문서과로 근무할 수 있게 되었다. 1974년에는 항공에도 여성 자위관이 채용되기 시작했다.
1993년 자위대의 모든 직종을 여성 자위관에게 개방했다. 다만 모성의 보호, 근접 전투 가능성, 남녀간 사생활 보호, 경제적 효율성을 이유로 육상자위대 보통과중대, 해상자위대 잠수정, 항공자위대 전투기 등에는 배치가 제한됐다.
2008년 호위함 근무가 여성 자위관에게 개방됐으며 2012년 3월 오타니 미호가 여성으로는 처음으로 호위함 부장이 되었고 2016년 2월에는 첫 여성 호위함장이 되었다. 2015년 11월 13일 방위성은 항공자위대 전투기와 정찰기를 여성 자위관에게 완전 개방했으며 3일 뒤에는 요코스카항에서 출발한 쇄빙선 시라세에 여성 자위관이 처음 탑승했다. 2016년 육상자위대 공격헬리콥터와 해상자위대 잠수함이 여성 자위관에게 개방됐다.
2017년 4월 18일 방위성은 2019년부터 여성 자위관을 육상자위대 보통과중대·전차중대·정찰기에 배치할 것을 검토했다. 8월에는 제15대 제6후방지원연대장에 여성 육상자위관이 보임됐는데 여성 자위관이 연대장이 된 것은 이 때가 처음이었다. 2018년 8월 항공자위대 전투기에 여성 자위관이 배치되기 시작했고 이토 미사가 일본인 여성으론 최초로 전투기 파일럿이 되었다. 12월에는 해상자위대 잠수정이 여성 자위관에게 개방되면서 해상자위대는 여성 자위관이 배치될 수 없는 직종이 완전히 사라졌다.
여성 자위관의 제복은 남성 자위관과 달리 치마를 채택하고 있으며 임신 중인 여성 자위관은 임부복 형태의 제복이 별도로 지급된다. 임신 중에는 항공기 탑승 등 일부 업무에서 배제되는데 출산휴직 후에 신체 검사를 받아 합격하면 복귀가 가능하다.
2023년 기준으로 장성급 장교가 된여성 자위관은 해장보 사에키 히카루(2001년), 공장보 가지타 미치코(2007년), 공장보 가시하라 게이코(2011년), 해장보 곤도 나쓰에(2016년), 공장보 오노우에 야스코(2018년), 육장보 요코타 노리코(2023년), 육장보 나이토 도모코(2023년), 육장보 아즈마 료코(2023년) 등 8명이다(괄호 안의 연도는 장보로 승진한 연도다). 이들 중 장으로 승진한 사람은 아직 없다.

## 같이 보기
- 문민통제
- 자위대

### 내용주
1. ↑  공식적인 영문 표기는 Self-Defense Official이지만 자위관 후보생을 Self-Defense Official Cadet라 번역하는 경우 외에는 거의 사용되지 않는다. 방위성은 단순히 사람, 인원을 뜻하는 Personnel, Member를 자주 사용하며 일본 외의 국가에서는 일본군인을 뜻하는 Japanese Soldier를 주로 사용한다.
2. ↑  전전의 일본군에 속했던 현역 군인들은 피선거권은 물론 선거권조차 가지지 못했는데 군인이 정치에 관여하는 것을 금하고 있었기 때문이다.
3. ↑  해상자위대의 항공기 조종사·전술항공사나 항공자위대의 조종사를 양성하는 제도.
4. ↑  2019년 12월 31일부터 2022년 1월 1일까지 1좌~3조의 정년이 늘어났다.[1]
5. ↑  2023년 10월에 1위~1조의 정년을 1년씩 연장했다. 또한 2024년 10월에 1좌~3좌와 2조~3조의 정년을 다시 1년씩 연장할 예정이다.[2]

### 인용주
1. ↑  “自衛官の定年年齢引き上げについて”. 防衛省. 2018년 12월 21일. 2020년 7월 4일에 원본 문서에서 보존된 문서. 2023년 11월 24일에 확인함.
2. ↑  “自衛官の定年年齢の引上げについて”. 防衛省. 2023년 9월 22일. 2023년 11월 24일에 확인함.